# ふたりはおしり愛
『ふたりはおしり愛』（ふたりはおしりあい）は、高田りえによる日本の漫画作品。
小学館発行の『Judy』にて、読み切りの掲載を経て、2008年1月号から連載されていた。『Judy』が同年8月発売の10月号をもって休刊となった後は『プチコミック増刊号』に、2010年5月に『姉系プチコミック』が創刊されて以降は「おしり愛 -診察中-」とタイトルを改めて連載されている。単行本は無印が全3巻、「診察中」が全6巻。
イケメン肛門外科医と、その腕に惚れ込み、住み込みで働く女性医師の物語。当初は主人と下僕のような関係だった2人は、次第に想いが通じ合っていく。

## 登場人物
久楽 武童（くらく ぶどう）
肛門外科医。胃・大腸・肛門病専門の久楽医院の院長。顔も医師としての腕も最高に良く、いつも患者をうっとりさせてしまう。年齢不詳。久楽医院へ来る前は大学病院の消化器外科医だった。
私生活では、途端に何にもできない（しない）ダメ男に変わってしまう。麻子を過去に3度見かけたことがあり、一応気になる存在ではあった。
雨城 麻子（うじょう あさこ）
久楽医院勤務の医師。32歳。入院中の看護師に代わり、看護師の仕事もやっている。
名医と言われる武童の元で自分の腕を磨こうと、勤めていた大学病院を辞め、久楽医院に押しかけ、住み込みで働き始め、なぜか武童の私生活の面倒まで見る羽目に。大学病院に勤めていた当時から、“久楽教信者”と言われるほど武童の大ファンだった。父親は北海道の大学病院の消化器外科の教授。
感情が高まると変顔になってしまいよく武童を驚愕させるが、美尻には「まるで天女」、鳴門には「美人でタイプ」と思われている。
美尻 萌（みしり はじめ）
湘南微生物研究所の男性社員。検体回収のために定期的に久楽医院を訪れる。麻子のことが好きで、いつかコキ使われる生活から救ってあげたいと思っている。
アキラ
近所のバー「アキラ」のマスター。麻子が昔、主治医として痔を治した。ワサビとアンズという名の犬を2匹飼っている。
小菊（こぎく）おばあちゃん
久楽医院の常連さん。
愛咲 匠（あいさき たくみ）
武童の親友で、愛咲総合病院の副院長。全身麻酔が必要な大きなオペは、久楽病院では場所もスタッフも足りないため、愛咲総合病院の場所とスタッフを借りて行っている。
緋口 綿子（ひぐち わたこ）
愛咲総合病院の麻酔科医。匠とは肉体関係にあるが恋人未満。
鳴門 元気（なると げんき）
ボクサー。人気選手。26歳。リングドクターをしに来た麻子を気に入り、ストレートに好意を示す。
久里 来留美（くり くるみ）
胆石で入院していた久楽医院の看護師。40歳。久楽医院が武童の伯父が院長だった時代から働いている。退院後病院に復帰したが、不倫関係にあった男性の子を妊娠していることが分かり、病院を去っていった。
神津 一吾（かみづ いちご）
H大学病院の外科部長。武童の元同僚。一族に権力者が多く、本人も医療＝政治という考えの持ち主で、怒りを買えば小さな医院の1つや2つ簡単に潰してしまう。
患者の生命を軽視した態度に麻子が激怒、往復ビンタを食らわし、久楽医院の目の前に総合病院を建てる計画を立てる。それまで親にも叱られたことがなかったため、麻子のことが忘れられなくなり、計画を白紙に戻してほしければ婚姻届にサインしろと麻子に迫る。

## 書誌情報
- 『ふたりはおしり愛』 小学館〈Judyコミックス〉全3巻

1. 2008年07月25日発売、ISBN 978-4-7780-1862-7
2. 2008年08月26日発売、ISBN 978-4-7780-1864-1
3. 2008年10月24日発売、ISBN 978-4-7780-1865-8

- 『おしり愛 -診療中-』 小学館〈フラワーコミックスα〉 全6巻

1. 2009年09月08日発売、ISBN 978-4-09-132590-7
2. 2010年05月10日発売、ISBN 978-4-09-133169-4
3. 2010年09月09日発売、ISBN 978-4-09-134008-5
4. 2012年09月10日発売、ISBN 978-4-09-134614-8
5. 2013年09月10日発売、ISBN 978-4-09-135503-4
6. 2014年10月10日発売、ISBN 978-4-09-136426-5

## 単行本同時収録
ブルーベリー適齢期
『Judy』2007年3月号掲載、第3巻収録
32歳独身のイラストレーター・赤城花絵は、食べようとしたジャムのビンの蓋が開けられず、突然結婚願望を抱くようになる。仕事の打ち合わせで出会った企画担当の男性が、いとも簡単に蓋を開けてしまい、酔った勢いでSEXしてしまうが、次第に仕事に集中できなくなってしまい……。
キャット・キャッチ
第4巻収録